# Лингвистический поворот
Лингвистический поворот — явление в философии XX века, связанное с переосмыслением понятия и роли языка, а также одноимённая антология (англ. Linguistic turn: Recent Essays in Philosophical Method) под редакцией Ричарда Рорти, изданная в 1967 году.
Первый этап лингвистического поворота приходится на 1920-е годы и связан с попыткой реформировать язык или улучшить его путём устранения путаницы с целью решения философских проблем. Лингвистический поворот характеризует различные направления философской мысли XX века, среди которых — идеи «Логико-философского трактата» Витгенштейна, феноменология Гуссерля, фундаментальная онтология Хайдеггера, неопозитивизм.
Второй этап лингвистического поворота (1940-е — 1950-е годы) характеризуется тем, что проекты улучшения языка сменяются исследованиями различных типов языка; внимание таких направлений, как герменевтика, структурализм, лингвистическая философия, концентрируется на контекстах и предпосылках высказываний, на структурах языка отдельно от связи с субъектом.

Отмечается, что 
Осознание историками во второй половине XX в. познавательных открытий философской герменевтики и так называемого лингвистического поворота, освоение ими возможностей современного психоанализа и постструктурализма, семиологии, литературной критики – все это содействовало переосмыслению слов, с помощью которых строились рассуждения многих поколений профессионалов: «история», «историческая реальность», «историческое исследование» («исторический нарратив»), «историческое свидетельство» («исторический источник»).